# ایزسک (دهانه)
ایزسک یک دهانه برخوردی در ماه‌ است.

## دهانه‌های اقماری
این دهانه ۱ دهانه اقماری دارد.
| Izsak | عرض جغرافیایی | طول جغرافیایی | قطر          |
| ----- | ------------- | ------------- | ------------ |
| T     | ۲۳.۲° S       | ۱۱۴.۸° E      | ۱۴.۰ کیلومتر |